# Cheiracanthium canariense
Cheiracanthium canariense is een spinnensoort uit de familie Cheiracanthiidae.
De wetenschappelijke naam van de soort werd in 1987 gepubliceerd door Jörg Wunderlich.